# Einfeldia kanazawai
Einfeldia kanazawai är en tvåvingeart som beskrevs av Yamamoto 1996. Einfeldia kanazawai ingår i släktet Einfeldia och familjen fjädermyggor. Inga underarter finns listade i Catalogue of Life.